# Miguel Ríos (álbum)
Miguel Ríos es el decimoséptimo álbum del cantante y compositor del mismo nombre, editado por Polydor en 1989.
Último disco de Miguel Ríos en la década del '80, luego de sendos discos dobles ¡Qué noche la de aquel año!, en los que Ríos repasaba la historia del pop español con invitados especiales.
La edición en CD de este álbum incluyó una canción extra: "Son historias", no incluida en el LP.

## Lista de canciones
1. Mientras el cuerpo aguante - 3:52  (Miguel Ríos)
2. Raquel es un burdel - 3:20 (Miguel Ríos)
3. Muy mal se nos tiene que dar - 3:40 (Miguel Ríos, Francisco Palacios)
4. Señor, ¿por qué a mí? - 4:00 (Miguel Ríos)
5. Corazones rotos - 4:50 (Miguel Ríos)
6. Son historias [CD bonus track] - 3:52 (Miguel Ríos, Javier Vargas)
7. El blues de la soledad - 4:13 (Joaquín Sabina, Antonio García de Diego)
8. En el reino de los fuegos - 4:10 (Miguel Ríos, Antonio García de Diego)
9. Una raya más - 3:31 (Miguel Ríos, Salvador Domínguez, Francisco Espinosa)
10. El libro de la selva - 4:03 (Miguel Ríos, Antonio García de Diego)
11. Paul y John (John y Paul) - 3:43 (Joaquín Sabina, Sergio Castillo)

## Músicos
- *Voz – Miguel Ríos
- *Guitarras – John Parsons, Antonio García de Diego, Javier Vargas
- *Guitarra acústica – Jose Antonio Romero
- *Bajo – Fernando Illán
- *Contrabajo programado por – Mike Herting
- *Teclados – Mike Herting, Antonio García de Diego
- *Percusiones programadas por – Antonio García de Diego, Sergio Castillo
- *Batería – Sergio Castillo
- *Harmónica – Fernando Fernández
- *Instrumentos de viento – Andreas Prittwitz, Antonio Molto, Alfredo Maiques, José Luis Medrano
- *Coros – Antonio García de Diego, Joaquín Sabina, Sergio Castillo, Doris Cales, Marisa Henz, Mercedes Doreste, Paco Palacios

- Datos: Q16607360